# Adam Baumann

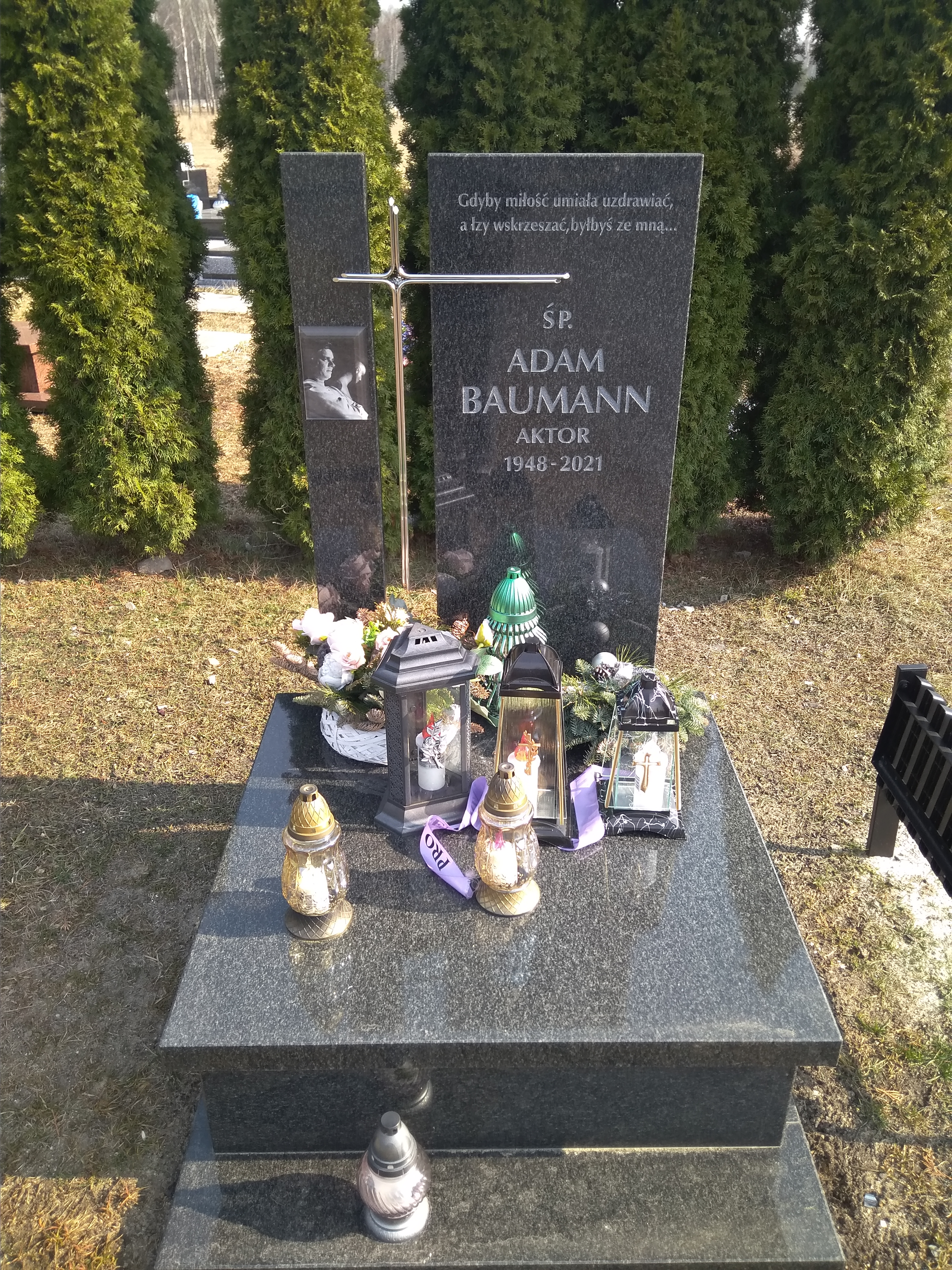
Grób Adama Baumanna na Centralnym Cmentarzu Komunalnym w Katowicach (sektor 16, rząd A, nr grobu 6)

Adam Baumann (ur. 27 marca 1948 w Grudziądzu, zm. 6 września 2021 w Katowicach) – polski aktor teatralny, filmowy i telewizyjny.

## Życiorys
W 1976 zdał egzamin eksternistyczny dla aktorów dramatu. Występował w wielu polskich teatrach, m.in. w Teatrze Ziemi Pomorskiej w Grudziądzu (1967–1974), Teatrze im. S. Jaracza w Olsztynie (1974–1977), Teatrze im. S. Wyspiańskiego w Katowicach (od 1977). Kolejne sezony w Teatrze Śląskim w Katowicach przyniosły liczne wspaniałe kreacje, m.in. Wielkiego Księcia w Nocy listopadowej i Caramanchela w Zielonym Gilu (za te role otrzymał w roku 1982 swoją pierwszą Złotą Maskę), Sajetana Tempe w Szewcach, Salieriego w Amadeuszu (Złota Maska 1985), Don Fernanda w Cydzie, Szambelana w Iwonie, księżniczce Burgunda, Alfreda Doolittle w Pigmalionie, Horodniczego w Rewizorze, Publiusza w Marmurze, Papkina w Zemście (Złota Maska 1992), majora w Fantazym, księdza w Weselu, Sganarela w Don Juanie (Złota Maska 1993), Erwina w Hałdach, Fortunata Korzenia w Chłopie milionerem, Prezydenta von Waltera w Intrydze i miłości, Vladimira w Czekając na Godota, Karmazyna w Wyzwoleniu, Ojca w Pułapce Tadeusza Różewicza (Złota Maska 2003).
Zmarł nagle w wieku 73 lat. 11 września 2021 został pochowany na Cmentarzu Komunalnym przy ul. Murckowskiej w Katowicach.

## Filmografia
- 1976: Mgła jako Kabat
- 1976: Bezkresne łąki jako kłusownik
- 1977: Znak orła jako Hanysz
- 1977: We dwoje jako kierowca opowiadający dowcipy
- 1977: Śmierć prezydenta jako bojówkarz prawicy
- 1977: Milioner jako kierowca w cementowni
- 1979: Zielone lata jako mężczyzna z pistoletem na działkach
- 1979: Operacja Himmler jako uczestnik akcji podpalenia gospodarstwa w Słonawach
- 1980: Grzeszny żywot Franciszka Buły jako Zagłębiak
- 1980: Coś wesołego jako magister Guź
- 1981: „Anna” i wampir jako milicjant
- 1982–1986: Blisko, coraz bliżej jako bojówkarz niemiecki (odc. 8 i 11)
- 1982: Odlot jako pracownik FSM, kolega Bolka
- 1982: Popielec jako Karłoziński (odc. 1-3)
- 1982: Karczma na bagnach jako diabeł Dytko Smoleński
- 1982: Do góry nogami jako ojciec Alojza
- 1983: 6 milionów sekund jako portier (odc. 16)
- 1983: Soból i panna jako baron August
- 1983: Panny
- 1983: Na straży swej stać będę
- 1984: Zdaniem obrony jako celnik Zawada (odc. 1)
- 1985: Kukułka w ciemnym lesie jako strażnik w KL Stutthof
- 1988: Banda Rudego Pająka jako złodziej (odc. 5)
- 1988: Piłkarski poker jako dyrektor banku na Śląsku
- 1989: Tryumf ducha jako oficer SS
- 1990: Świnka jako policjant
- 1990: Piggate jako policjant
- 1991: Latające machiny kontra Pan Samochodzik jako reżyser Domini
- 1993: Gorący czwartek jako pan Jacek
- 1994: Śmierć jak kromka chleba jako górnik
- 1997: Darmozjad polski jako zawiadowca
- 1999: Wojaczek jako szatniarz z „Bajki"
- 2000: Święta wojna jako kapral Borewicz (odc. 39)
- 2000: Portret podwójny jako wujek Bronek
- 2001: Angelus jako towarzysz z KW
- 2005: Kryminalni jako Adam Bogucki (odc. 20)
- 2005: Skazany na bluesa jako Jan Riedel, ojciec Ryśka
- 2005: Na dobre i na złe jako złodziej Andrzej Serafin (odc. 241)
- 2005: Pensjonat pod Różą jako Rysiek, szwagier Jadwigi (odc. 76 i 77)
- 2005: Z odzysku jako właściciel kamienicy
- 2006: Co słonko widziało jako szef kuchni
- 2007: Tajemnica twierdzy szyfrów jako komendant policji
- 2007–2008: Glina jako rolnik (odc. 16 i 17)
- 2008: Boisko bezdomnych jako prezes klubu w Rudzie Śląskiej
- 2012: Piąta pora roku jako kupujący meble

## Dubbing
- 1998: Wojna z rzeczami
- 1999: Czternaście bajek z Królestwa Lailonii Leszka Kołakowskiego jako Ubi
- 2009: Księżniczka i żaba

## Odznaczenia i nagrody
- Złoty Krzyż Zasługi (2002)
- Srebrny Krzyż Zasługi (1999)
- Brązowy Krzyż Zasługi (1983)
- Brązowy Medal „Zasłużony Kulturze Gloria Artis” (2007)[4]
- Odznaka Honorowa „Zasłużony Działacz Kultury” (1985)
- Złota Maska za role Wielkiego Księcia w Nocy listopadowej i Caramanchela w Zielonym Gilu w Teatrze im. S. Wyspiańskiego w Katowicach (1982)
- Złota Maska (1985)
- Śląska „Złota Maska” (1992)
- Śląska „Złota Maska” za rolę Sganarela w Don Juanie w T. Śląskim w Katowicach (1993)
- Śląska „Złota maska” za rolę Kunickiego w musicalu Dyzma w chorzowskim Teatrze Rozrywki (2003)
- Srebrny Medal „Zasłużony Kulturze Gloria Artis” (2017)[5]